# Ali bin Said de Zanzíbar
El sàyyid Alí ibn Saïd al-Busaïdí (àrab: علي بن سعيد البوسعيدي, ʿAlī ibn Saʿīd al-Būsaʿīdī), GCSI, (Masqat, 1854 - Unguja, 5 de març de 1893) fou el quart soldà de Zanzíbar, que regnà des del 13 de febrer de 1890 fins al 5 de març de 1893, succeint els seus germans Màjid, Barghash i Khalifah, d'acord amb la tradició àrab.
Durant el seu regnat l'imperi alemany i l'Imperi Britànic van signar l'1 de juliol de 1890 el Tractat de Heligoland-Zanzíbar, pel qual es repartien les possessions del sultanat de Zanzíbar. Alemanya es quedava amb les possessions de Zanzíbar al continent africà (Tanganika) i el Regne Unit convertia l'arxipèlag de Zanzíbar en un protectorat. Com a resultat d'aquest repartiment, els vassalls del sultà al continent africà provocaren una revolta contra els alemanys i al mateix Zanzíbar també hi sorgirien descontents contra la presència europea.
Va ser succeït pel seu nebot, Hamad ibn Thuwaini.

## Títols
- 1854-13 de febrer de 1890: Sàyyid Alí I ibn Said
- 13 de febrer - 8 de novembre de 1890: Sa Altesa el Soldà Sàyyid Alí I ibn Said, soldà de Zanzíbar.
- 8 de novembre 1890 - 5 de març de 1893: Sa Altesa el Soldà Sàyyid Sir Alí I ibn Said, soldà de Zanzíbar, Cavaller de l'Orde de l'Estrella de l'Índia (GCSI)[2]